# Karen Putzer
Karen Putzer, née le 29 septembre 1978 à Bolzano (Italie), est une skieuse alpine italienne.
Elle a remporté 8 courses de Coupe du monde, une médaille olympique en super G et deux médailles aux Championnats du monde 2001 en slalom géant et combiné.

## Biographie
Elle fait ses débuts dans l'équipe nationale de manière précoce lors de la saison 1994-1995, où elle commence par une huitième place en Coupe d'Europe. Elle prend son premier départ en Coupe du monde un mois plus tard au slalom géant de Cortina d'Ampezzo. À ses premiers championnats du monde junior, à Voss, elle montre ses capacités avec une cinquième place en slalom géant, avant de remporter le titre national dans cette discipline.
L'hiver suivant, lui apporte ses premières victoires importantes, en Coupe d'Europe, puis aux Championnats du monde junior, où elle décroche le titre sir le slalom géant. Dans la foulée, à Kvitfjell, elle termine 17e d'un slalom géant de Coupe du monde, pour laquelle elle marque ses premiers points à cette occasion. L'hiver suivant, elle continue à progresser, comptant deux neuvièmes places dans des courses de Coupe du monde de aux États-Unis, deux nouveaux titres mondiaux juniors en super G et slalom géant et une participation aux Championnats du monde élite à Sestrières.
En janvier 1998, déjà en forme, elle monte sur son premier podium dans la Coupe du monde en terminant troisième du super G de Cortina d'Ampezzo. Elle se rend alors au Japon, pour prendre part à ses premiers jeux olympiques à Nagano, où elle finit au mieux 23e.

## Palmarès

### Jeux olympiques d'hiver
| Épreuve / Édition | Nagano 1998 | Salt Lake City 2002 | Turin 2006 |
| Super G           | 28e         | Bronze              | -          |
| Slalom géant      | 23e         | 10e                 | 14e        |

### Championnats du monde
| Épreuve / Édition | Sestrières 1997 | Vail 1999 | Sankt Anton 2001 | Saint-Moritz 2003 | Bormio 2005 | Åre 2007 | Val d'Isère 2009 |
| Descente          | -               | -         | -                | 20e               | -           | -        | -                |
| Super G           | -               | 25e       | 14e              | 24e               | 14e         | -        | -                |
| Slalom géant      | Abandon         | 21e       | Argent           | 6e                | 6e          | 24e      | 20e              |
| Combiné           | -               | -         | Bronze           | -                 | -           | -        | -                |

### Coupe du monde
- Meilleur classement général : 2e en 2003.
- 16 podiums dont 8 victoires (4 en super G, 4 en slalom géant).

#### Détail des victoires
| Saison / Épreuve | Super G                 | Slalom géant                      | Total |
| 2000             | Saint-Moritz            | –                                 | 1     |
| 2002             | Saint-Moritz            | –                                 | 1     |
| 2003             | Lake Louise Lillehammer | Val-d'Isère Semmering Lillehammer | 5     |
| 2007             | –                       | Cortina d'Ampezzo                 | 1     |
| Total            | 4                       | 4                                 | 8     |

#### Classements détaillés
| Saison/Classement | Général | Descente | Super G | Slalom géant | Slalom | Combiné |
| Saison/Classement | Class.  | Class.   | Class.  | Class.       | Class. | Class.  |
| ----------------- | ------- | -------- | ------- | ------------ | ------ | ------- |
| 1997              | 52e     | -        | 26e     | 25e          | -      | -       |
| 1998              | 30e     | -        | 10e     | 19e          | -      | 22e     |
| 1999              | 45e     | -        | 18e     | 23e          | -      | -       |
| 2000              | 15e     | -        | 13e     | 6e           | 52e    | 6e      |
| 2001              | 13e     | 53e      | 19e     | 4e           | 33e    | 4e      |
| 2002              | 11e     | 38e      | 5e      | 6e           | -      | -       |
| 2003              | 2e      | 9e       | 3e      | 2e           | -      | 4e      |
| 2004              | 70e     | -        | -       | 24e          |        |         |
| 2005              | 25e     | -        | 35e     | 9e           | 47e    | -       |
| 2006              | 56e     | -        | 41e     | 23e          | -      | -       |
| 2007              | 42e     | -        | -       | 9e           | -      | -       |
| 2008              | 93e     | -        | -       | 28e          | -      | -       |
| 2009              | 74e     | -        | -       | 26e          | -      | -       |

### Championnats du monde junior
- Médaille d'or du slalom géant en 1996.
- Médaille d'or du slalom géant en 1997.
- Médaille d'or du auper G en 1997.

### Coupe d'Europe
- 2 victoires.